# 都蘭書包
都蘭書包是台灣在2010年前後流行的一款郵差包，其設計概念源自台東縣東河鄉都蘭以及台灣傳統的書包設計。和東河肉包、都蘭手工麵包合稱東海岸觀光三包。

## 設計
背包以帆布做成，主要有紅色和綠色兩種，正面有白色楷體的「都蘭國小」四個大字，也有些版本是寫「都蘭國中」。坊間版本有許多不同尺寸，以魔鬼氈固定，價格約200至300台幣；都蘭國小官方製作的版本在側邊多繡了阿美族圖騰及製作者的簽名編號，發行之初只有單一尺寸，以轉釦固定，價格約2500元。

## 由來
地名「都蘭」一詞源自阿美語：，意為石頭堆。「都蘭」在台灣閩南語的諧音「賭爛」（正字：突𡳞，羅馬字：tu̍h-lān），表示看不順眼、討厭、惹火，原意義是「睪丸被戳」，為一粗俗詞語。
台灣自日治時代開始以帆布製作郵差包作為學生的書包，大多為深綠色，至21世記不少學校仍刻意保留了此傳統設計的書包。其實都蘭國小原本並沒有此書包，但因為前述閩南語諧音的趣味，坊間設計此書包發售。隨著其流行，都蘭國小也在2017年正式發行此書包，盈餘60%會回饋給學校，40%給製作者。

## 流行
2003年，劇場人物陳明才至臺東縣東河鄉都蘭海邊留下都蘭國小紅書包便投海自盡，之後他的友人金枝演社創意總監李俊陽、林靖傑等紛紛學起帶此背包。2005年，都蘭好的擺手創藝術小店開始賣此商品，此後東臺灣流傳到西臺灣。
2009年因總統夫人周美青使用此書包而爆紅，風潮盛行時，都蘭的街道上有二、三十間賣書包的店，一年可以賣200萬個，並有觀光客搭遊覽車專程前往購買。在2020年法國巴黎時裝週上也有出席來賓背此書包。

## 衍生產品
2023年，悠遊卡公司發售都蘭國小書包造型的悠遊卡。

## 相關軼事
受到此諧音書包的影響，高雄獅甲國中以及台北蘆洲國中的書包也曾引起關注，因為其倒著念諧音分別為「中國食屎」和「中國遮盧」，民進黨曾考慮取其作為上街抗議的道具，但因校方不希望校名成為政治鬥爭工具而作罷。